# برایان فیتزپاتریک
برایان کوین فیتزپاتریک (متولد ۱۷ دسامبر 1973) یک سیاستمدار، وکیل، و مأمور سابق اداره تحقیقات فدرال آمریکایی است که از سال ۲۰۱۷ به عنوان نماینده ایالات متحده در پنسیلوانیا خدمت کرده است.
فیتزپاتریک یک جمهوری‌خواه است.